# تأسیسات پرتاب موشک

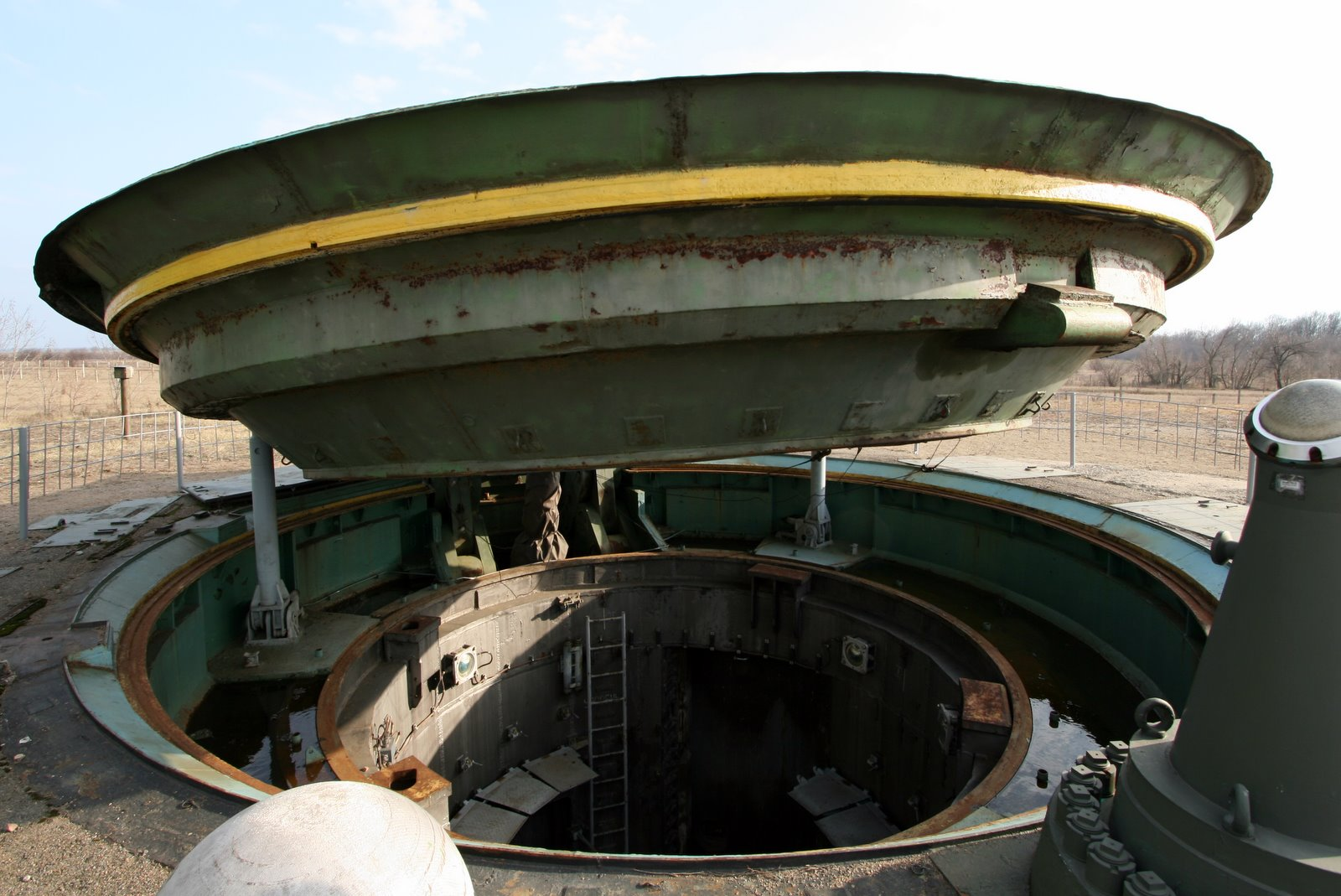
یک سیلوی موشکی در اوکراین. این سیلو اکنون به‌عنوان موزه، مورد استفاده است.

تأسیسات پرتاب موشک که با عناوین سیلوی موشکی زیرزمینی، تأسیسات پرتاب (LF) یا سیلوی هسته‌ای نیز شناخته می‌شود، یک ساختار استوانه‌ای عمودی است که برای ذخیره‌سازی و پرتاب موشک‌های بالستیک قاره‌پیما (ICBM)، موشک‌های میان‌برد و دوربرد، در محلی زیر زمین، ساخته شده‌است.
در این سازه‌ها معمولاً موشک در فاصله‌ای زیر زمین قرار گرفته و توسط یک «درب انفجاری» بزرگ در بالا محافظت می‌شود. سیلوها معمولاً به صورت فیزیکی یا الکترونیکی یا هردو، به یک مرکز کنترل پرتاب موشک متصل هستند.
با معرفی موشک یو آر-۱۰۰ شوروی و سری موشک‌های تایتان دو آمریکا، سیلوهای زیرزمینی در دهه ۱۹۶۰ تغییر کردند. هر دو سری موشک، استفاده از سوخت هایپرگل را معرفی کردند که می‌توانست در موشک‌ها قرار داده شود و امکان پرتاب سریع را فراهم کند. سامانه‌های موشکی با سوخت مایع هر دو کشور به سیلوهای زیرزمینی منتقل شدند. معرفی سیستم‌های سوخت جامد، در اواخر دهه ۱۹۶۰، حرکت و پرتاب موشک از سیلوها را آسان‌تر کرد.
سیلوی موشکی زیرزمینی از دهه ۱۹۶۰ به عنوان سیستم اصلی پایگاه‌های موشکی و تأسیسات پرتاب موشک‌های زمینی باقی مانده‌است. افزایش دقت سیستم‌های هدایت اینرسیایی، آن‌ها را تا حدودی آسیب‌پذیرتر از دهه ۱۹۶۰ کرده‌است.
به غیر از تأسیسات زیرزمینی، موشک‌های بالستیک را می‌توان از تأسیسات بالای زمینی یا از سکوهای متحرک نیز پرتاب کرد، به‌عنوان مثال، کشنده برپاگر پرتابگر، واگن‌های ریلی، زیردریایی‌های موشک‌های بالستیک یا هواپیماها.

## تأسیسات La Coupole
تأسیسات La Coupole از نخستین سیلوهای موشکی زیرزمینی مدرن است که هنوز وجود دارد. این تأسیسات، توسط نیروهای آلمان نازی در شمال فرانسه اشغالی بین سال‌های ۱۹۴۳ و ۱۹۴۴ ساخته شد تا به‌عنوان پایگاه پرتاب موشک‌های وی-۲ باشد. این تأسیسات با یک گنبد بتنی عظیم برای ذخیرهٔ کلاهک‌های جنگی و سوخت، طراحی و برای پرتاب وی-۲ در مقیاس بالا در نظر گرفته شده بود. قرار بود روزانه ده‌ها موشک با سوخت، آماده و در خارج از محوطه بتنی تأسیسات پرتاب شوند و به‌وسیلهٔ یکی از دو سکوی پرتاب در فضای باز علیه لندن و جنوب انگلستان پرتاب شوند. یک تأسیسات مشابه اما کمتر توسعه‌یافته، Blockhaus d'Eperlecques، نیز در ۱۴٫۴ کیلومتری شمال-شمال غربی لاکوپل، و نزدیک‌تر به اهداف مورد نظر در جنوب شرقی انگلستان ساخته شده بود.

به دنبال بمباران شدید و مکرر توسط نیروهای متفقین در طول عملیات کراسبو (به فارسی: عملیات تیروکمان)، آلمانی‌ها نتوانستند کار ساخت‌و‌ساز را کامل‌کنند و آن مجموعه هرگز وارد خدمت عملیاتی نشد.

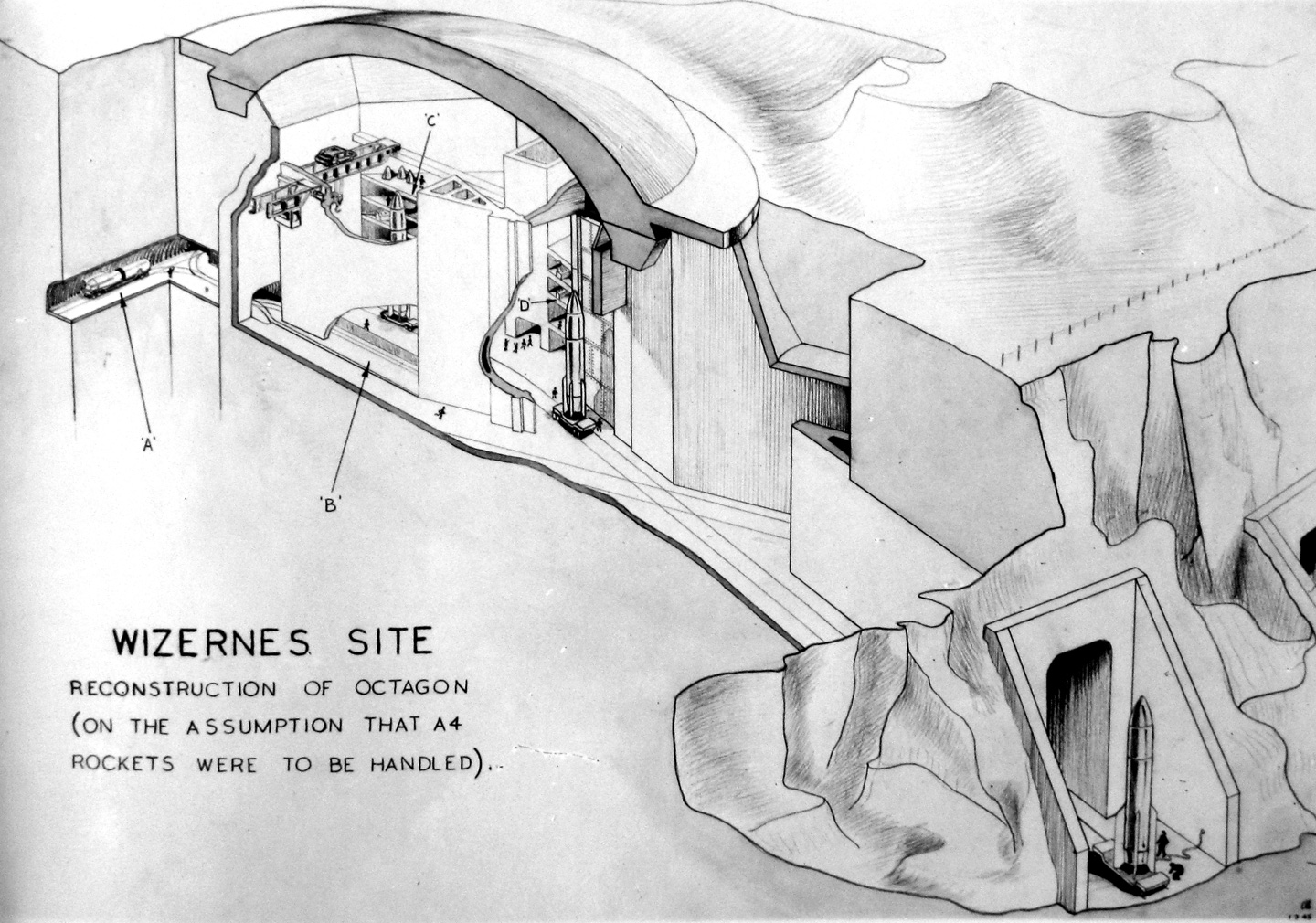
بازسازی حدسی اتاق آماده‌سازی موشک و تونل‌ها (۱۹۴۴)
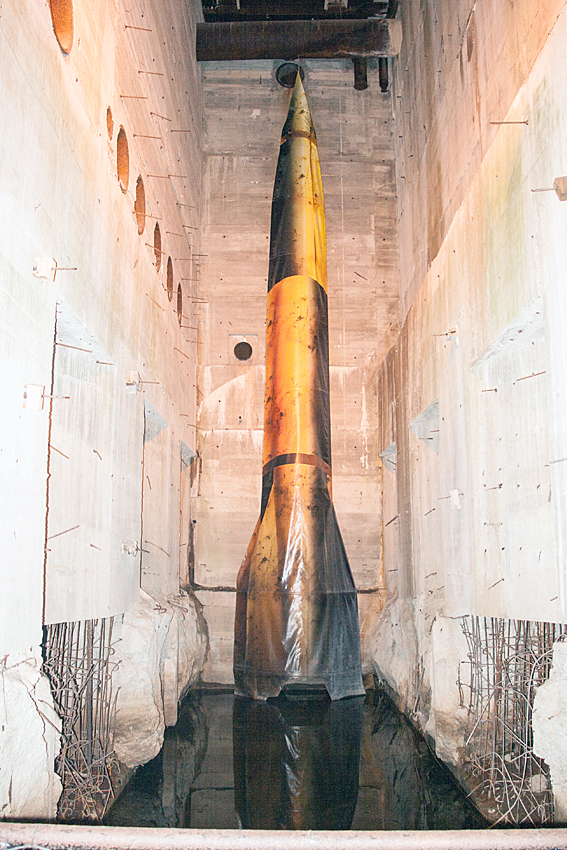
یک موشک وی-۲ در سالن مونتاژ در Éperleques

## ایالات متحده
ایدهٔ آلمانی یک سیلوی موشکی زیرزمینی توسط ایالات متحده برای تأسیسات پرتاب موشک برای موشک‌های بالستیک قاره‌پیما پذیرفته و توسعه داده شد. اکثر سیلوها در کلرادو، نبراسکا، داکوتای شمالی، داکوتای جنوبی، میسوری، مونتانا، وایومینگ و سایر ایالت‌های غربی مستقر بودند. نخستین تأسیسات پرتاب موشک در آمریکا در جرسی‌شور، پنسیلوانیا واقع شده بود،
ایالات متحده، سیلوهای موشکی زیادی در غرب میانه، دور از مناطق پرجمعیت ساخت. بسیاری از آن‌ها در کلرادو، نبراسکا، داکوتای جنوبی و داکوتای شمالی ساخته شدند.
آمریکا تعداد موشک‌های پرتاب‌شونده از سیلوها را به حدود ۱۸۰۰ کاهش داده و بیشتر موشک‌های خود را به زیردریایی‌های هسته‌ای منتقل کرده و بر توسعهٔ سلاح‌های متعارف پیشرفته‌تر تمرکز کرده‌است.
اگرچه بسیاری از سیلوها از رده خارج شده‌اند، امروزه هنوز از آن‌ها استفادهٔ جانبی می‌شود. افزایش تعداد سیلوهای موشکی از کار افتاده باعث شده‌است که دولت‌ها برخی از آنها را به افراد حقیقی بفروشند. برخی از خریداران آن‌ها را به خانه‌های منحصربه‌فرد، اتاق‌های امن نهایی تبدیل می‌کنند یا از آن‌ها برای مقاصد دیگر استفاده می‌کنند.

### تأسیسات اطلس
در سال ۲۰۰۰ ویلیام لئونارد پیکارد و یکی از شرکای خود در بزرگ‌ترین پرونده تولید ال‌اس‌دی در تاریخ، به توطئه برای تولید مقادیر زیادی ال‌اس‌دی در سیلوی موشکی SM-65 اطلس، بازنشسته در نزدیکی وامگو، کانزاس محکوم شدند.

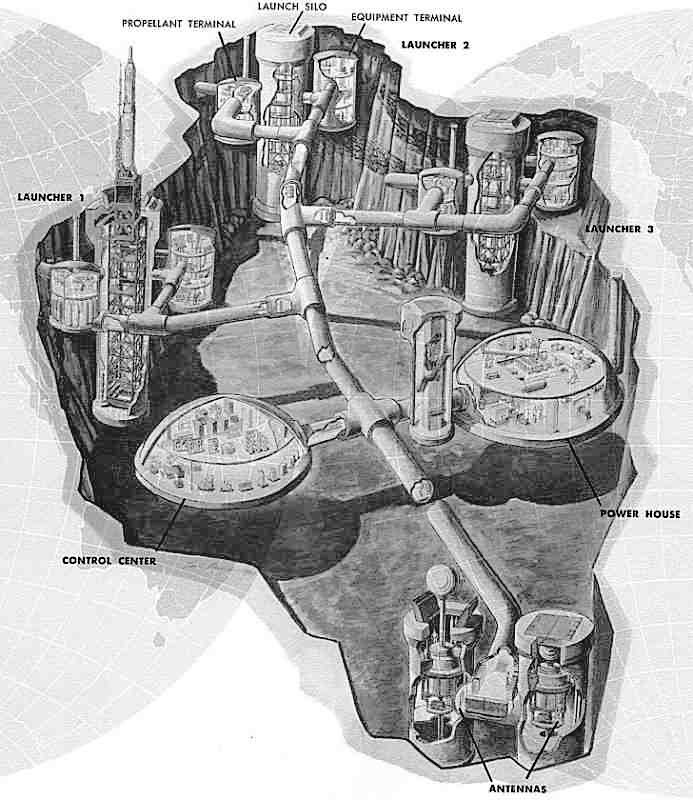
مجتمع موشکی تایتان ۱
مجتمع موشکی تایتان ۱
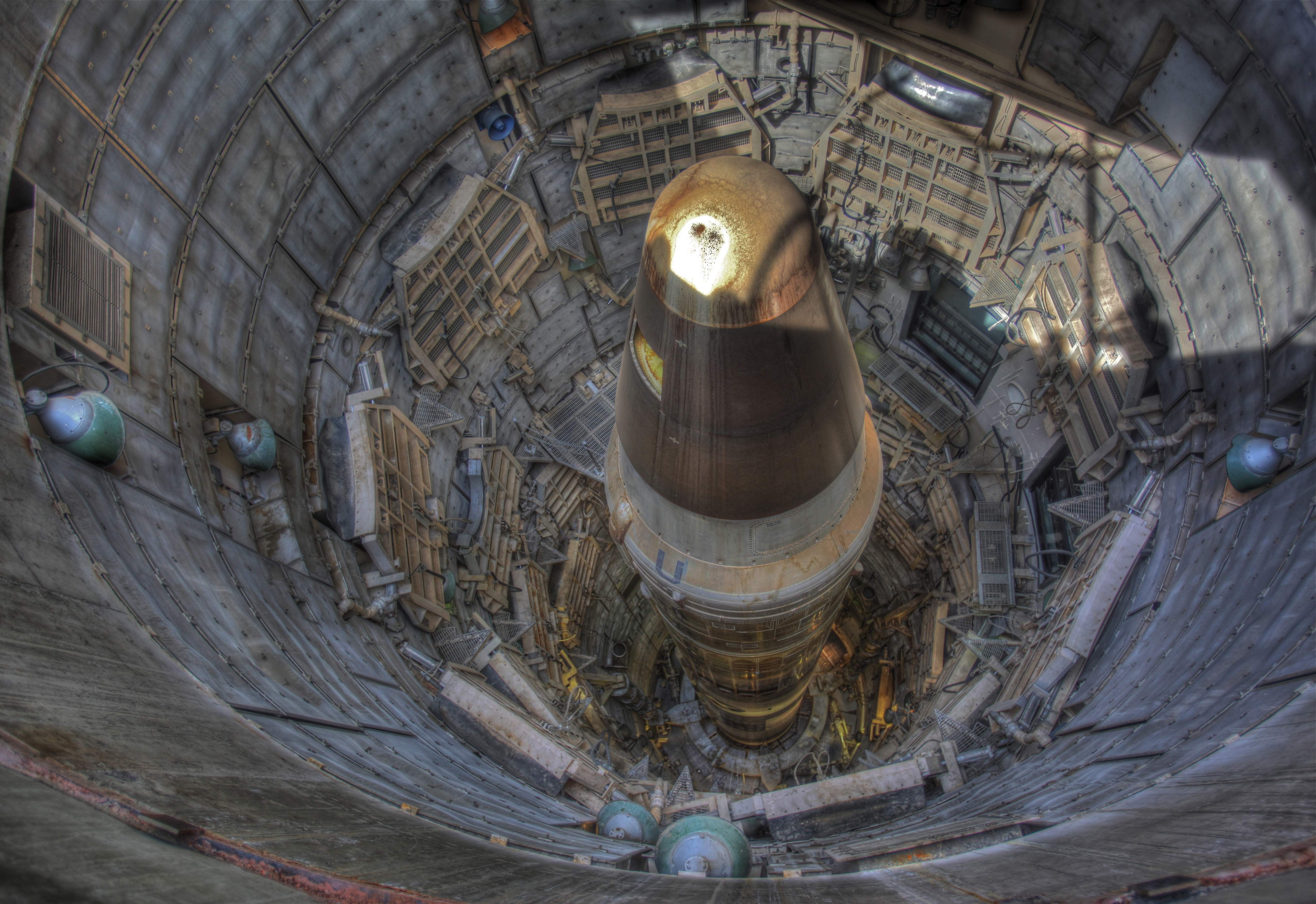
یک موشک قاره‌پیمای تایتان ۲ در سیلو در سایت ۵۷۱-۷.
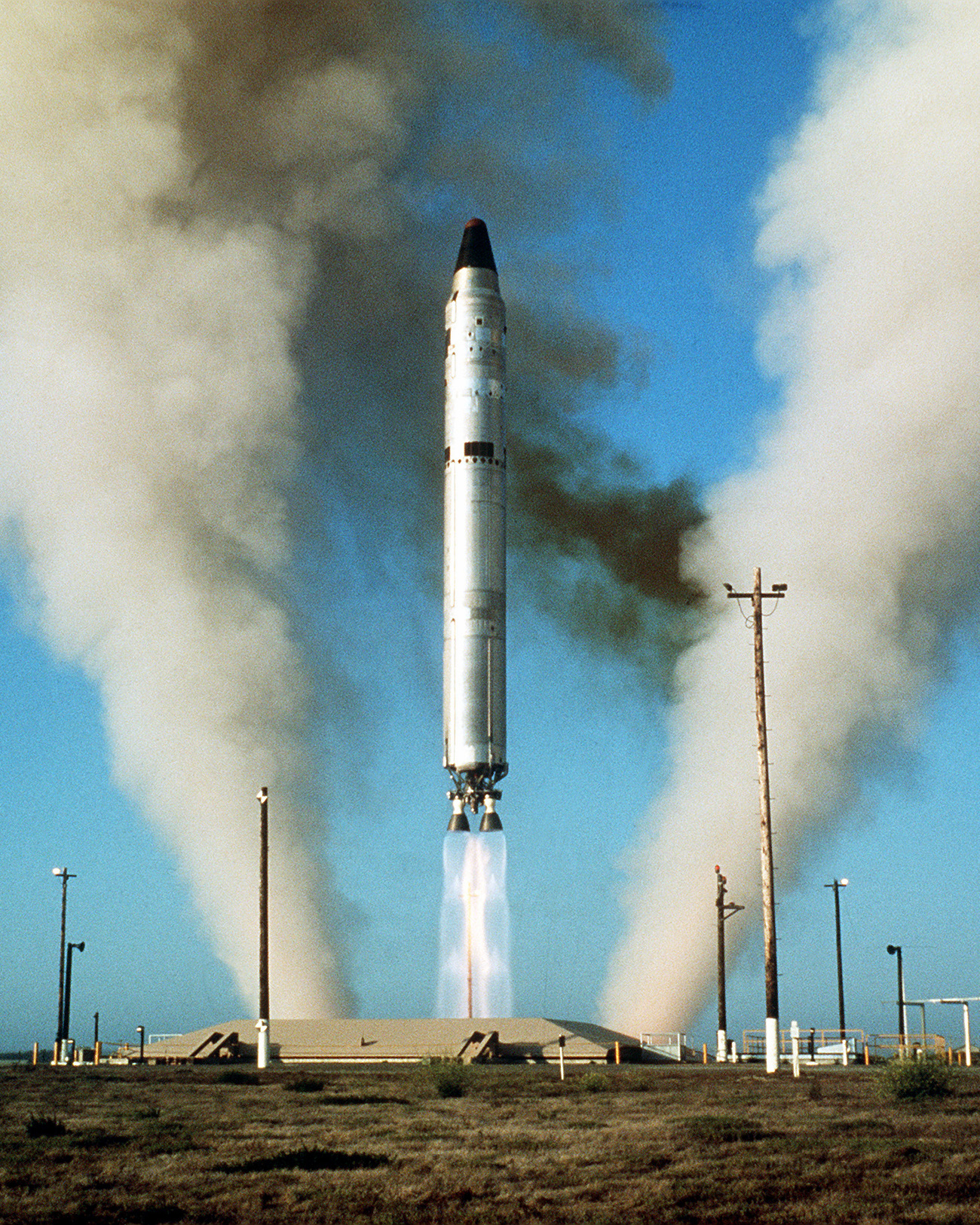
پرتاب آزمایشی موشک قاره‌پیمای تایتان ۲ از سیلویی در پایگاه نیروی هوایی وندنبرگ.
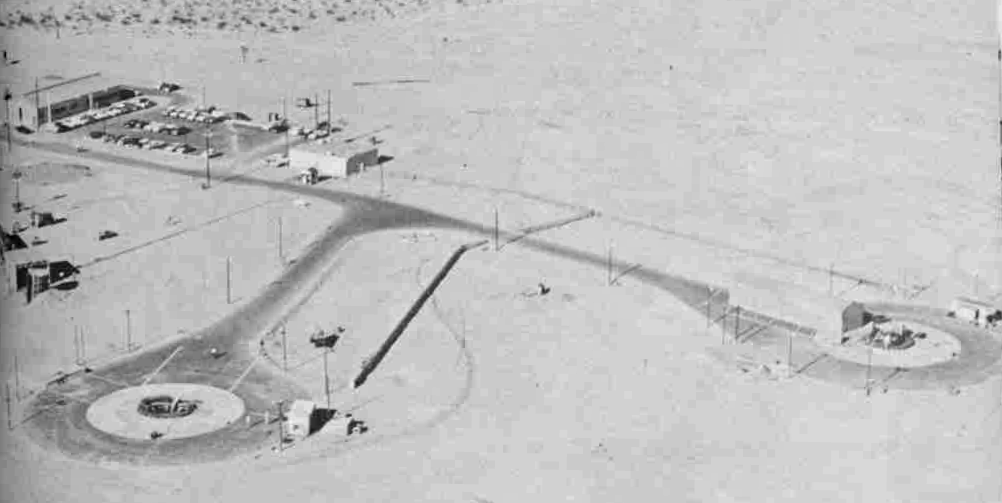
سیلوهای پایگاه نیروی هوایی ادواردز
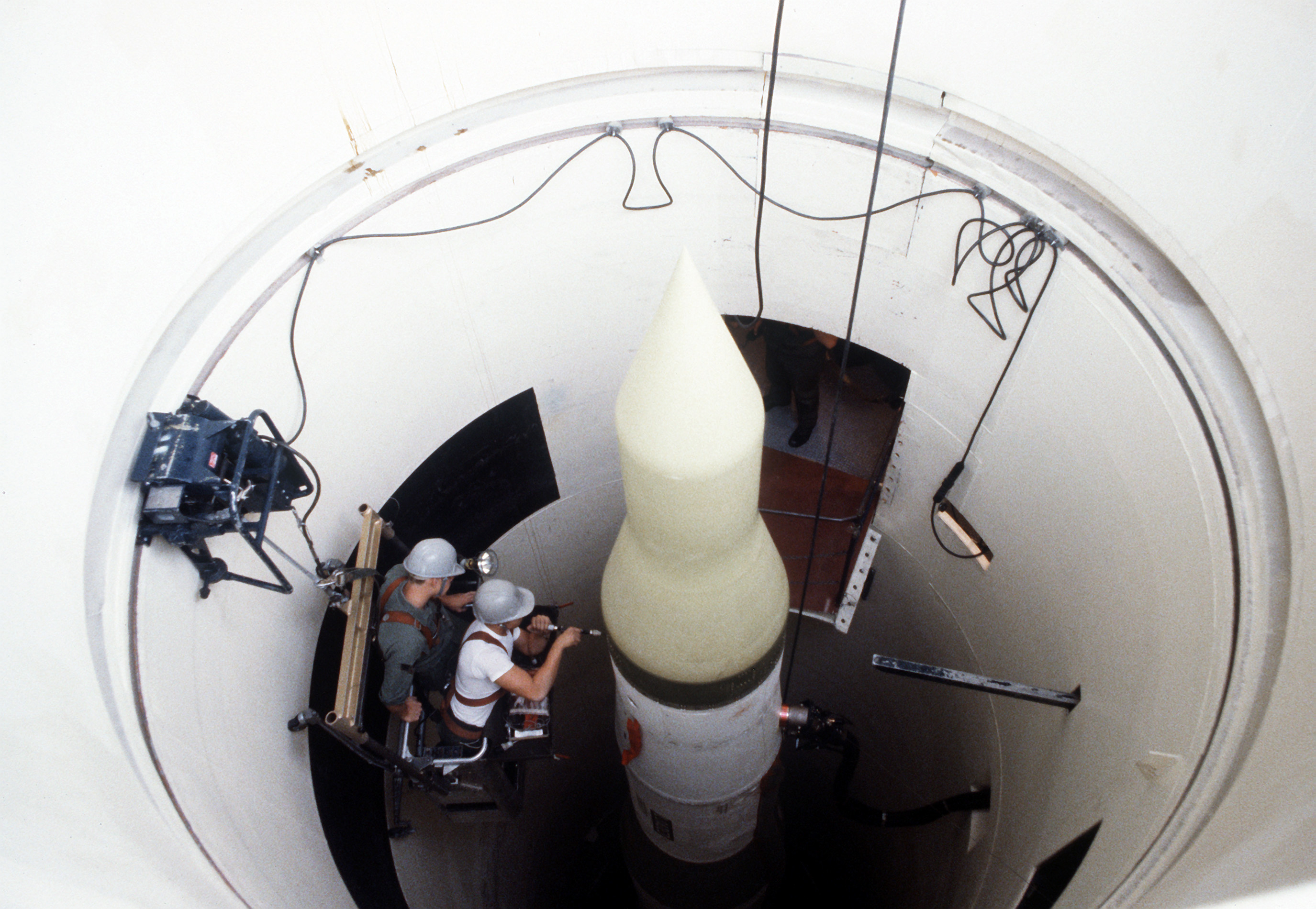
موشک مینت‌من ۲ آمریکا در تاسیسات زیرزمینی پرتاب موشک
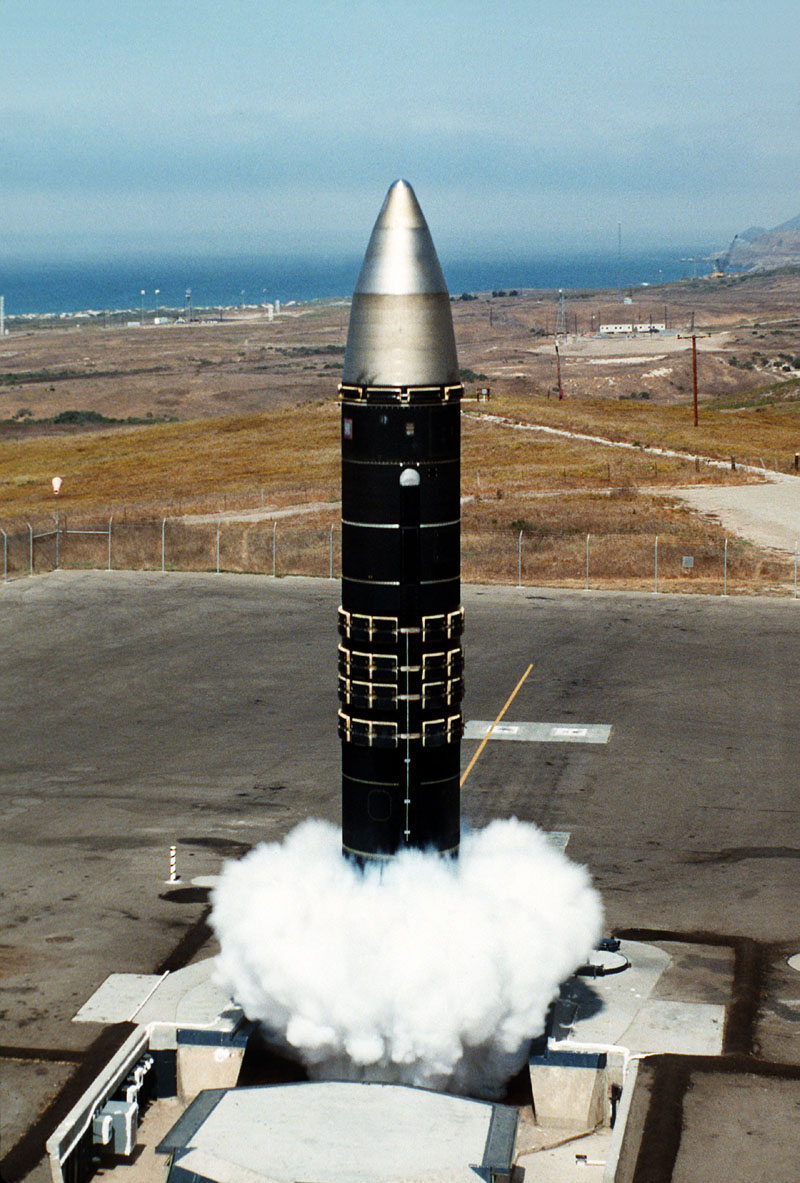
پرتاب موشک پیس‌کیپر آمریکا از سیلوی زیرزمینی
مرکز کنترل موشک مینت‌من ۳
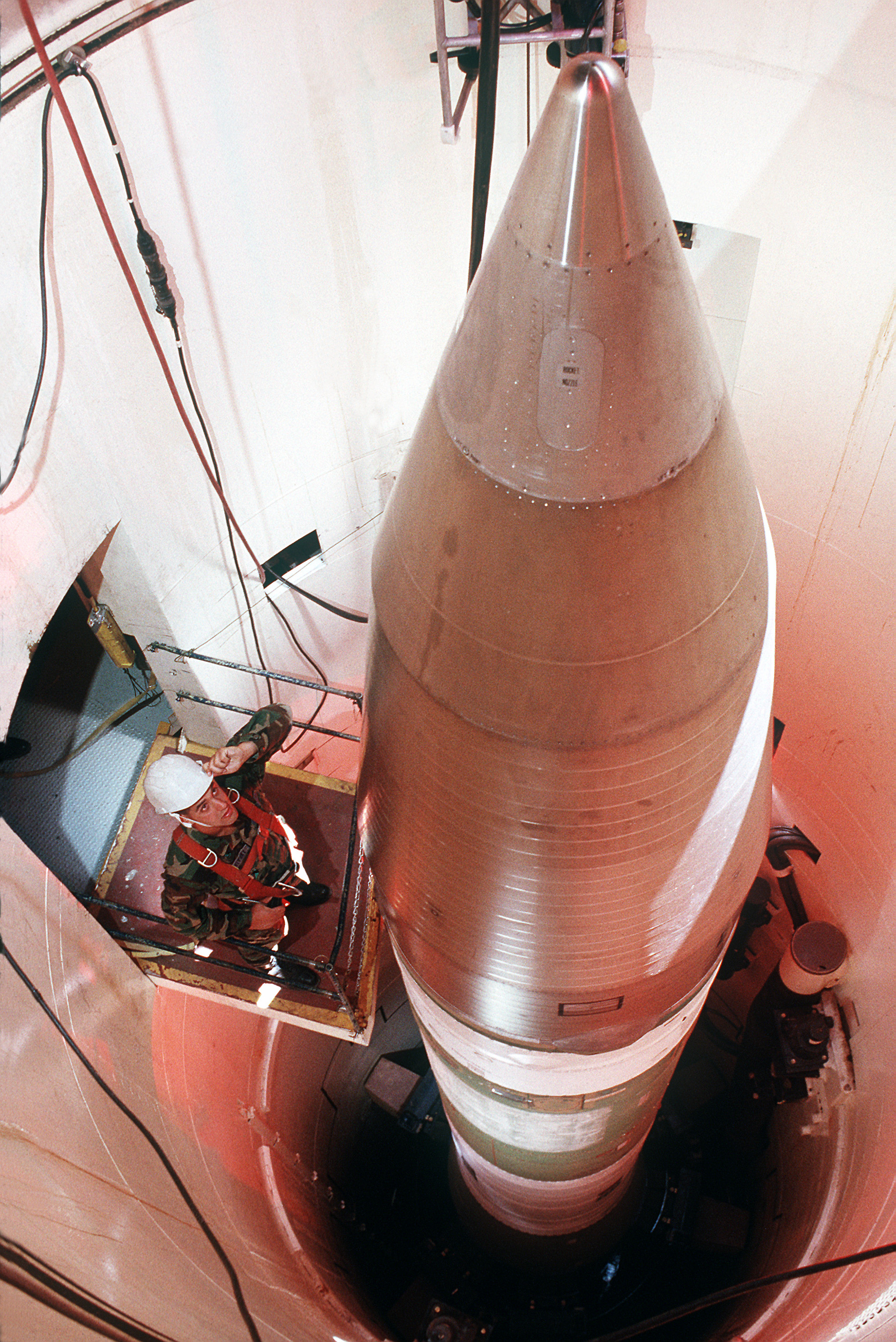
یک موشک مینت‌من ۳ در سیلوی خود.

## اتحاد جماهیر شوروی
اتحاد جماهیر شوروی سابق سیلوهای موشکی در روسیه و کشورهای مجاور شوروی در طول جنگ سرد داشت، مانند پایگاه موشکی Plokštinė در لیتوانی. مرکز اصلی هشدار حمله موشکی، در نزدیکی سولنچنوگورسک در خارج از مسکو، توسط اتحاد جماهیر شوروی در سال ۱۹۷۱ تکمیل شد و همچنان توسط فدراسیون روسیه مورد استفاده است.

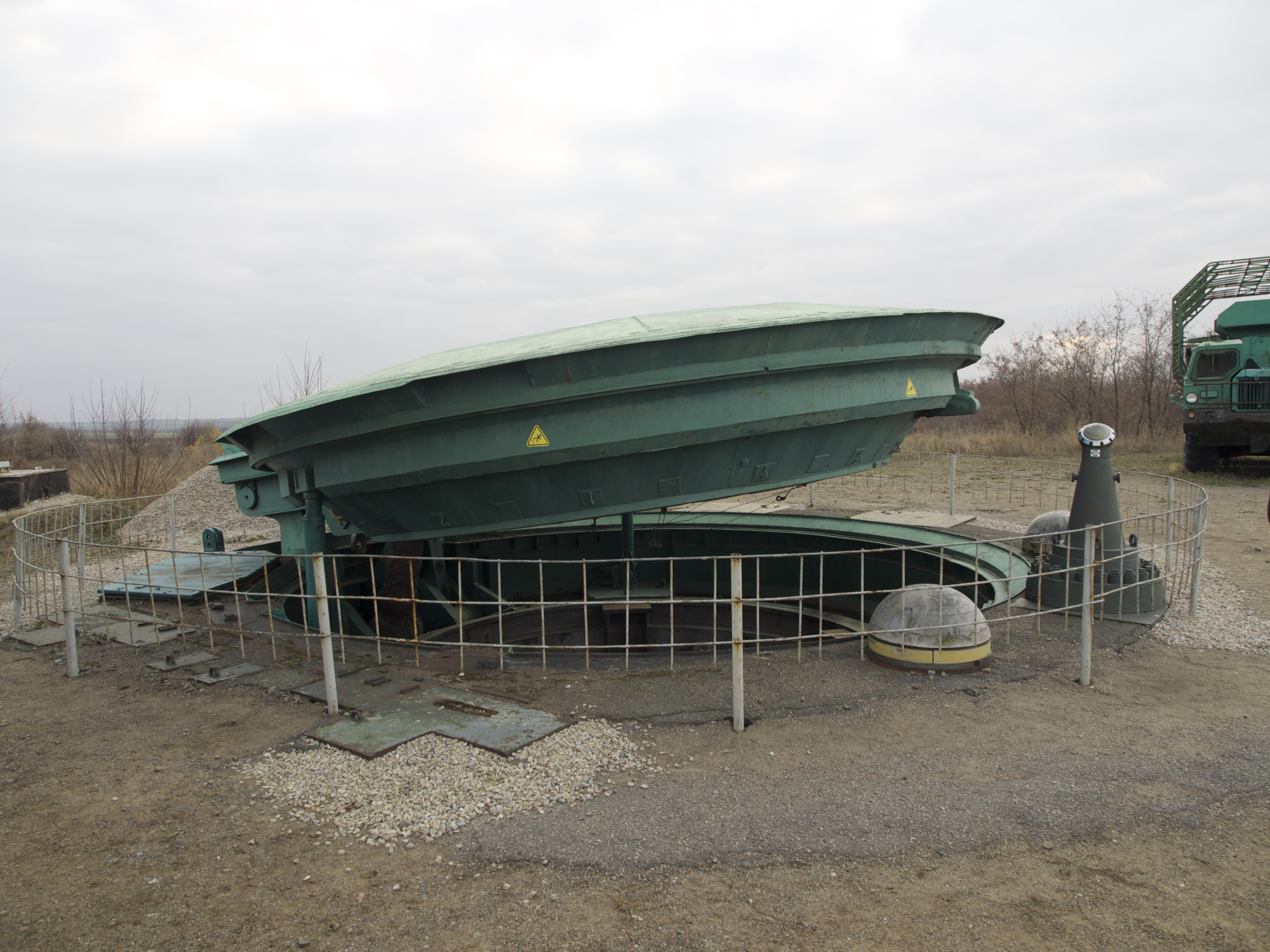
پروومایسک اوکراین.
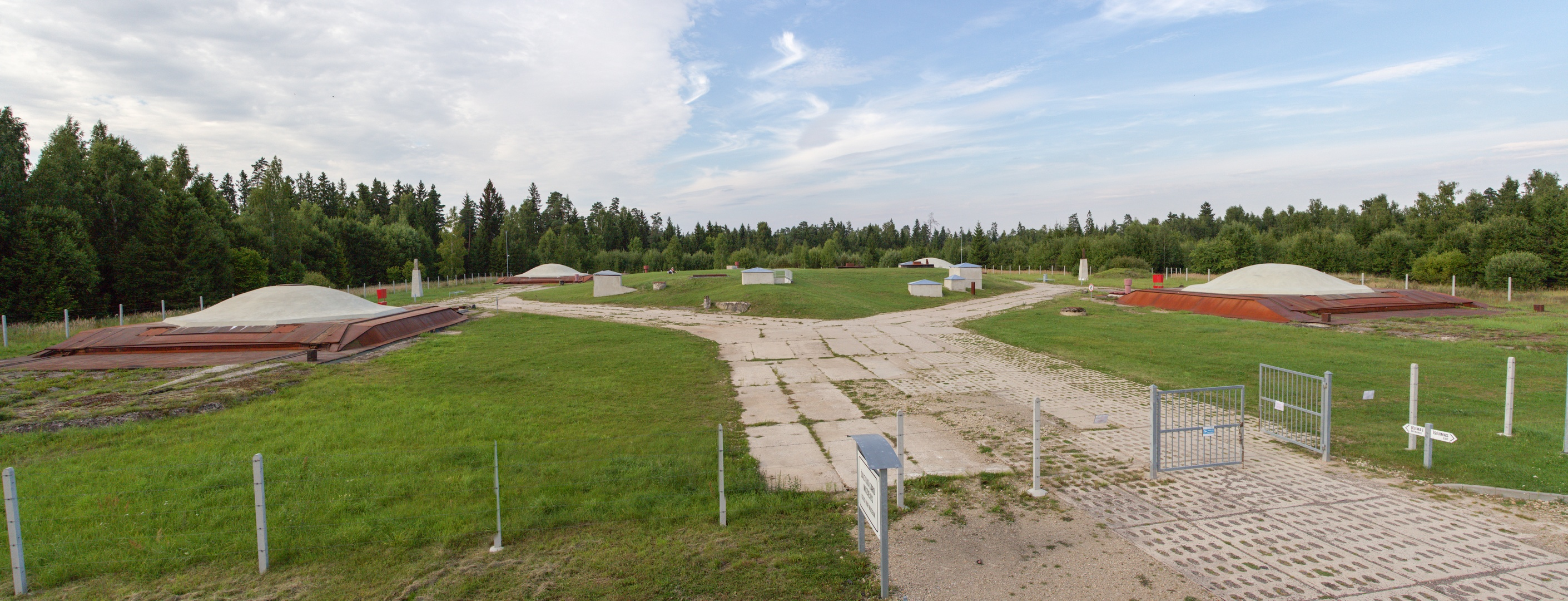
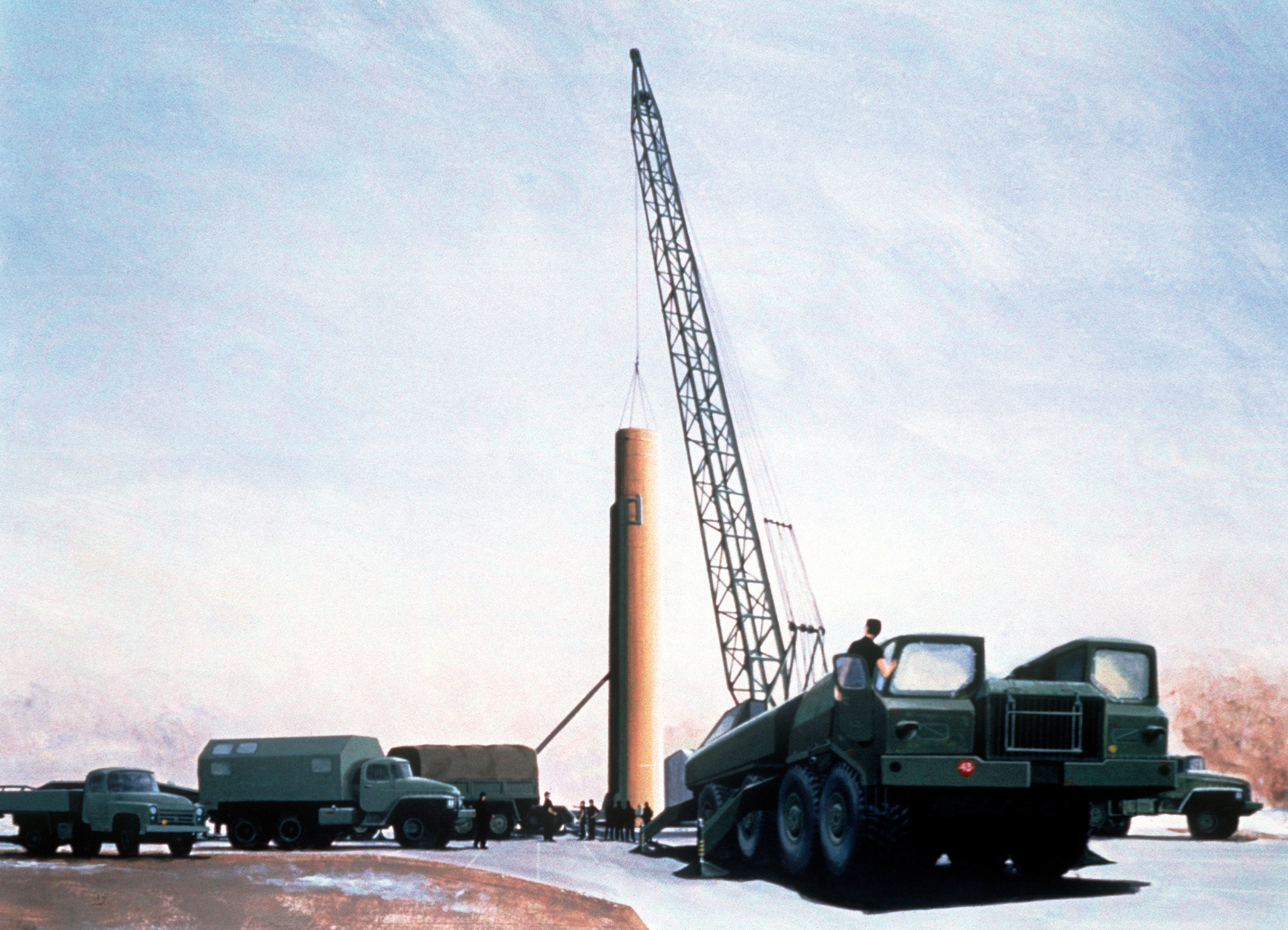
موشک R-36 در حال قرارگیری در سیلوی موشکی

## روسیه
روسیه دارای موشک‌های پرتاب‌شونده از سیلو است که توسط نیروی استراتژیک موشکی این کشور، اداره می‌شوند.

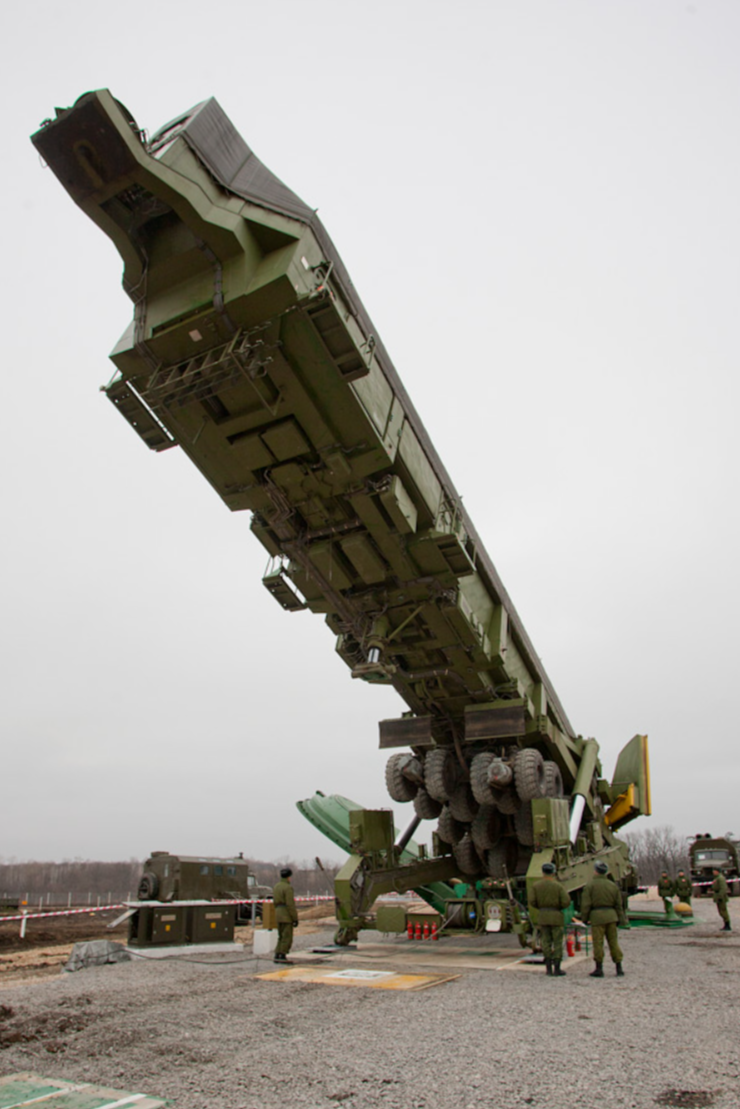
بارگیری موشک توپول-ام در سیلوی پرتاب.

## فرانسه
فرانسه سیلوهای موشکی S-2 و اس ۳ را در فلات آلبیون ساخته‌است.

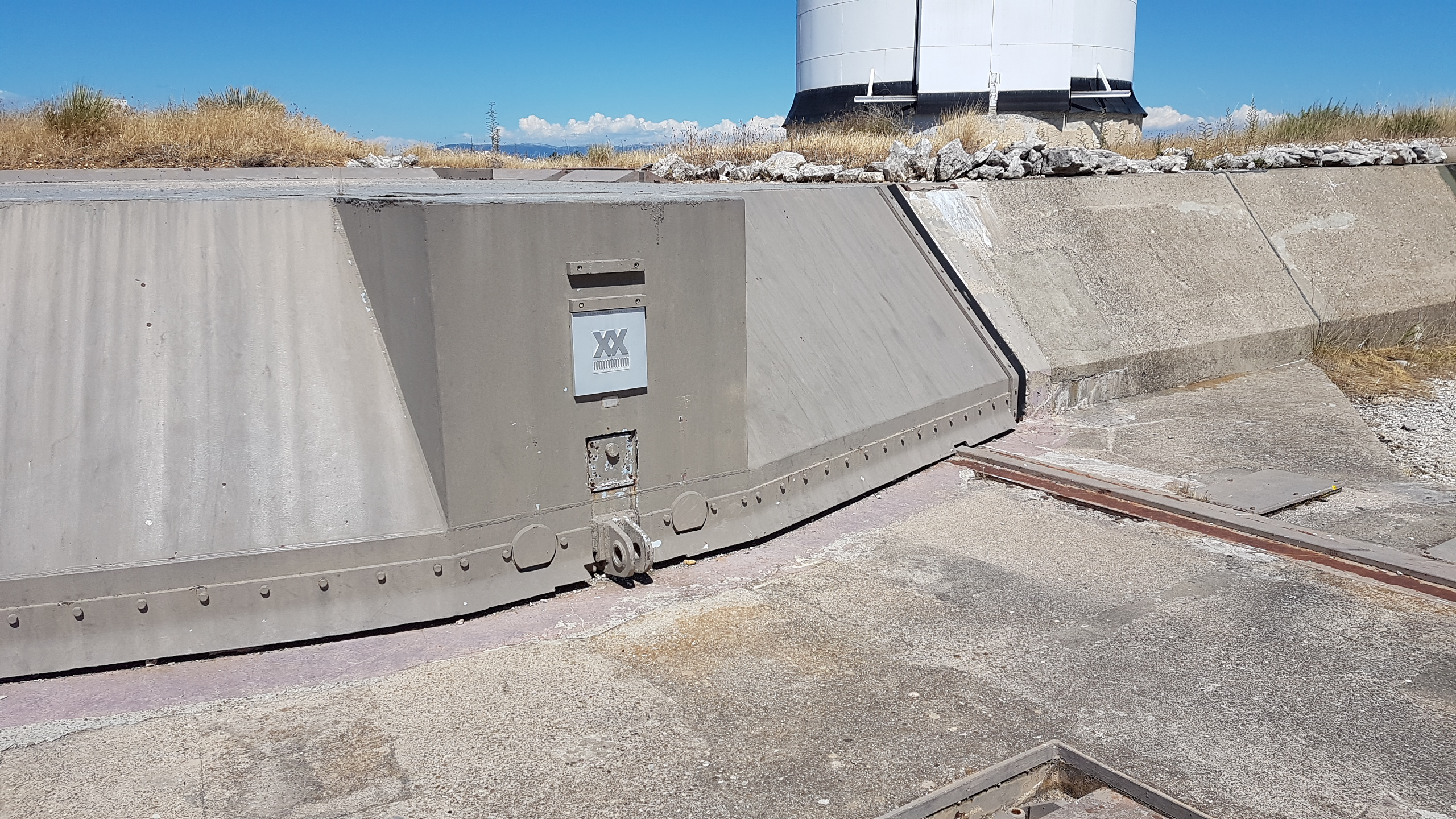
تأسیسات شلیک موشک در رصدخانه Sirene

## چین
چین دارای تأسیساتی ملقب به دیوار بزرگ زیرزمینی چین است اما اکنون تمرکز خود را بر توسعه زیردریایی‌ها و تسلیحات متحرک با قابلیت حمل در جاده، به ویژه برای شبکه‌های تونل متمرکز کرده‌است. به نظر می‌رسد دو میدان سیلوی موشک در چین در حال ساخت هستند.

## هند
هند از سیلوهای موشکی استفاده می‌کند.

## پاکستان
پاکستان برای حفظ قابلیت حمله دوم در یک جنگ هسته‌ای، تأسیسات ذخیره‌سازی و پرتاب مستحکم و عمیقی ساخته‌است.

## کره شمالی
کره شمالی یک مجتمع سیلوی موشکی را در جنوب کوه پکتو ساخته‌است. طبق گزارش‌ها، سیلوها برای موشک‌های میان‌برد تا دوربرد طراحی شده‌اند، اما مشخص نیست که آیا همهٔ آن‌ها عملیاتی هستند یا خیر.

## ایران
ایران دارای تسلیحات مبتنی بر سیلو است و سیستمی از سیلوهای موشکی زیرزمینی برای محافظت از موشک‌ها در برابر شناسایی و تأسیسات پرتاب (در بالای زمین) در برابر انهدام هوایی ساخته‌است.

## اسرائیل
اعتقاد بر این است که اسرائیل دارای امکانات پرتاب موشک‌های میان‌برد و موشک‌های بالیستیک قاره‌پیما است.